# Gaudí al millor curtmetratge
La següent llista és la de les candidatures nominades i guanyadores del Premi Gaudí al Millor curtmetratge, des de l'any 2009, quan es van crear.

## Palmarès
| Any          | Curtmetratge                               | Director                 |
| ------------ | ------------------------------------------ | ------------------------ |
| 2009         | Turismo                                    | Mercè Sampietro          |
| 2009         | Absent                                     | Guillermo Asensio        |
| 2009         | El Paso                                    | Daniel Torres Santeugini |
| 2009         | Malacara y el misterio del bastón de roble | Luis Tinoco              |
| 2010         | 501                                        | Laia Fàbregas            |
| 2010         | Chat noir                                  | Daniel Fibla Amselem     |
| 2010         | Die archives von C.G. Jung                 | Gemma Ventura            |
| 2010         | (En)terrats                                | Àlex Lora                |
| 2011         | Les bessones del carrer de ponent          | Marc Riba Anna Solanas   |
| 2011         | Fuckwar                                    | Germán Roda              |
| 2011         | Lo siento, te quiero                       | Leticia Dolera           |
| 2011         | Mi amigo invisible                         | Pablo Larcuen            |
| 2012         | Ahora no puedo                             | Roser Aguilar            |
| 2012         | El barco pirata                            | Fernando Trullols        |
| 2012         | El somriure amagat                         | Ventura Durall           |
| 2012         | Odysseus' Gambit                           | Àlex Lora                |
| 2013         | Luisa no está en casa                      | Celia Rico               |
| 2013         | Cartas desde la locura                     | Xavi Puebla              |
| 2013         | Coup de grâce                              | Clara Van Gool           |
| 2013         | Elefante Escrit                            | Pablo Larcuen            |
| 2014         | Godka cirka (Un forat al cel)              | Àlex Lora                |
| 2014         | La gallina                                 | Manel Raga               |
| 2014         | Sequence                                   | Carles Torrens           |
| 2014         | Wings                                      | José Villalobos          |
| 2015         | El corredor                                | José Luis Montesinos     |
| 2015         | Alex                                       | Laura García             |
| 2015         | Café para llevar                           | Patricia Font            |
| 2015         | Line-Up                                    | Àlex Julià Rich          |
| 2016         | El Adiós                                   | Clara Roquet             |
| 2016         | Nada S.A.                                  | Caye Casas Albert Pintó  |
| 2016         | No me quites                               | Laura Jou                |
| 2016         | Zero                                       | David Victori            |
| 2017         | Timecode                                   | Juanjo Giménez           |
| 2017         | En la azotea                               | Damià Serra Cauchetiez   |
| 2017         | Graffiti                                   | Lluís Quílez Sala        |
| 2017         | Tiger                                      | Aina Clotet              |
| 2018         | Los desheredados                           | Laura Ferrés             |
| 2018         | Cunetas                                    | Pau Teixidor Coloma      |
| 2018         | La inútil                                  | Belén Funes              |
| 2018         | Les bones nenes                            | Clara Roquet             |
| 2019         | La última virgen                           | Bàrbara Farré            |
| 2019         | Primer estrat                              | Ventura Durall           |
| 2019         | Silencio por favor                         | Carlos Villafaina        |
| 2019         | Tomorrow                                   | Andrew Tarbet            |
| 2020         | Suc de síndria                             | Irene Moray              |
| 2020         | Después también                            | Carla Simón              |
| 2020         | La higuera                                 | Mikel Mas                |
| 2020         | Tahrib                                     | Gerard Vidal             |
| 2021         | Ni oblit ni perdó                          | Jordi Boquet i Claramunt |
| 2021         | Candela                                    | Marc Riba i Anna Solanas |
| 2021         | Forastera                                  | Lucía Aleñar Iglesias    |
| 2021         | Panteres                                   | Èrika Sánchez            |
| 2021         | Vera                                       | Laura Rubirola Sala      |
| 2022         | Farrucas                                   | Ian de la Rosa           |
| 2022         | Facunda                                    | Marta Romero             |
| 2022         | Animal salvatge                            | Maria Besora             |
| 2022         | L'estrany                                  | Oriol Guanyabens         |
| 2023         | Harta                                      | Júlia de Paz             |
| 2023         | El día que volaron la montaña              | Alba Bresolí             |
| 2023         | Demà ho deixem                             | David Moragas            |
| 2023         | Solo                                       | Alberto Gross            |
| 2024         | El bus                                     | Sandra Reina             |
| 2024         | Blow!                                      | Neus Ballús              |
| 2024         | La herida luminosa                         | Christian Avilés         |
| 2024         | Tots els meus colors                       | Anna Solanas i Marc Riba |
| 2025         |                                            |                          |
| Cura sana    | Lucía García Romero                        |                          |
| Dol i fa sol | Pep Garrido i Maria Besora                 |                          |
| Els buits    | Marina Freixa, Sofia Esteve i Isa Luengo   |                          |
| El príncep   | Alex Sardà                                 |                          |